# پیغام (کلیبر)
پیغام  روستایی در ایران است که در دهستان پیغان‌چایی شهرستان کلیبر واقع شده‌است. این روستا با حدود ۴۰۰ خانوار بیش از ۱۰۰۰ نفر جمعیت دارد. همچنین در فاصله ۱۰ کیلومتری کلیبر قرار دارد.

## قلعه پیغام
قلعه پیغام، یک آثار تاریخی و باستانی مربوط به دوره پیش از اسلام و به ویژه حکومت سلسله اشکانیان میباشد.
این قلعه در فاصله 10 کیلومتری کلیبر و 18 کیلومتری قلعه بابک قرار گرفته است.
در دور تا دور نمای جلویی قلعه، سکو هایی قدیمی با سفال های کهن بنا شده است. بخش های دیگر آن نیز پرتگاه های فرسایش یافته ای وجود دارد.
شواهد تاریخی چنان بیان می‌کنند که این قلعه یکی از پایگاه های بابک خرمدین بوده است.

## گردشگری و سوغات
در سال های اخیر روستای پیغام رشد چشمگیری از لحاظ گردشگری داشته است.
این روستا حاوی سوغاتی مانند زغال اخته، گردو و عسل طبیعی و موارد دیگر، برای گردشکران می‌باشد.